# Amphogona pusilla
Amphogona pusilla är en nässeldjursart som beskrevs av Gustav Hartlaub 1909. Amphogona pusilla ingår i släktet Amphogona och familjen Rhopalonematidae. Inga underarter finns listade i Catalogue of Life.